# Ochotona thomasi
Ochotona thomasi är en däggdjursart som beskrevs av Anatol I. Argyropulo 1948. Ochotona thomasi ingår i släktet Ochotona och familjen pipharar. IUCN kategoriserar arten globalt som livskraftig. Inga underarter finns listade i Catalogue of Life.
Arten är endemisk i Kina och finns på isolerade toppar i de östra Qilianbergen i Gansu, Qinghai, and nordvästra Sichuan.
Denna piphare blir 12 till 17 cm lång (huvud och bål), väger 40 till 115 g och saknar svans. Öronen är 1,5 till 2,3 cm stora och bakfötter är 2,3 till 2,9 cm långa. De bruna håren på ovansidan har ibland ljusa spetsar vad som ger ett spräckligt utseende. Undersidan kan vara grå- eller brunaktig. Före vintern blir ovansidans hår längre och mer gråaktiga. På strupen och bröstet förekommer en mörkare region. Vid öronen är insidan grå och kanterna rödbruna förutom små vita fransar vid yttre kanten, som några individer saknar. Jämförd med andra släktmedlemmar har Ochotona thomasi det mest långsträckta kraniet.
Arten undviker gräsmarker. Den äter av gröna växter som förekommer i torra områden. Det självskapade underjordiska boet har flera ingångar.